# Ferndale (Kalifornija)
Ferndale je grad u američkoj saveznoj državi Kalifornija. Prema popisu stanovništva iz 2010. u njemu je živjelo 1.371 stanovnika.